# Mo Yecong
Mo Yecong (chinesisch 莫叶聪, Pinyin Mò Yècōng; * 26. Juni 2000 in Shaodong) ist ein chinesischer Tennisspieler.

## Karriere
Zwischen 2014 und 2018 spielte Mo auf der ITF Junior Tour. Dabei nahm er einmal an einem Grand-Slam-Turnier teil, 2018 bei den Australian Open, wo er in der ersten Runde ausschied. In der Junioren-Rangliste erreichte er mit Platz 43 seine höchste Notierung. Am erfolgreichsten war er im Doppel, wo er zwei Turniere der Kategorie Grade 2 gewann.
Bei den Profis sammelte Mo 2019 erste Punkte für die Weltrangliste. Er erreichte auf der drittklassigen ITF Future Tour sein erstes Halbfinale und seinen ersten Titel. Damit platzierte er sich in den Top 800. Nach einer pandemiebedingt langen Pause stieg Mo erst 2023 wieder in den Turnierbetrieb ein. Bei Futures zog er in sein zweites Finale ein und erreichte mehrmals die Runde der letzten vier, bei vier Turnieren der ATP Challenger Tour gelang ihm noch kein Sieg. Durch eine Wildcard kam Mo im September 2023 zu seinem Debüt auf der ATP Tour in Zhuhai. Dort bekam er es mit Andy Murray zu tun, dem er in zwei Sätzen unterlag. In der Weltrangliste erreichte er mit Platz 646 ein neues Karrierehoch.